# Oadby
Oadby è una cittadina di 22 729 abitanti della contea del Leicestershire, in Inghilterra.